# Phagocata coarctata
Phagocata coarctata is een platworm (Platyhelminthes). De worm is tweeslachtig. De soort leeft in of nabij zoet water in het oosten van Azië.
Het geslacht Phagocata, waarin de platworm wordt geplaatst, wordt tot de familie Planariidae gerekend. De wetenschappelijke naam van de soort werd, als Planaria coarctata, voor het eerst geldig gepubliceerd in 1920 door Walther Arndt.